# Kreisgericht Trakai

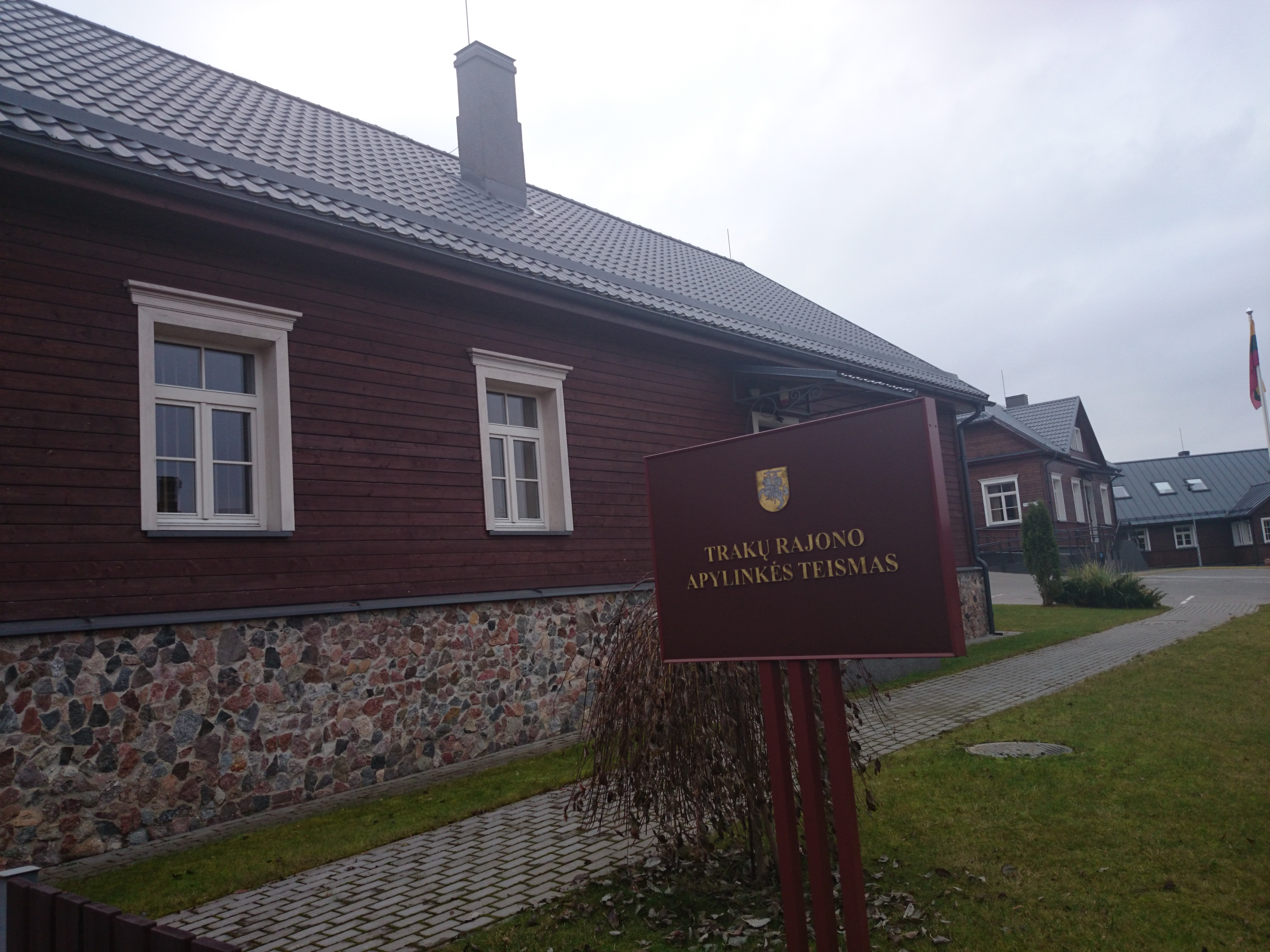
Gericht

Das Kreisgericht Trakai (lit. Trakų rajono apylinkės teismas) ist ein Kreisgericht in Litauen, in der Stadt Trakai. Das zuständige Territorium umfasst die Rajongemeinde Trakai und Gemeinde Elektrėnai. Das Gericht der 2. Instanz ist das Bezirksgericht Vilnius.
Adresse: Vytauto Str. 47,49, LT-21106 Trakai. 

## Richter
- Seit 2009 Gerichtspräsidentin Jolanta Malijauskienė (* 1964)[1] (CV)
- 6 andere Richter